# Joker Out
Joker Out és un grup de música eslovè fundat el 2016 per Bojan Cvjetićanin, Martin Jurkovič, Matic Kovačič, Kris Guštin i Jan Peteh. La seva primera actuació en directe va ser al maig 2016 al Festival na gaju a Ljubljana.
El 2020 Matic Kovačič va ser substituït per Jure Maček (bateria). Al mateix any van guanyar el premi musical Zlata piščal pel millor grup de música nou i el 2021 i el 2022 el mateix premi per l'artista de l'any.
L'octubre 2021 van publicar el primer àlbum Umazane misli, seguit pel segon àlbum Demoni a l'agost 2022. A la tardor del 2022, Martin Jurkovič va decidir deixar el grup de música per continuar la carrera escolar a l'estranger. Nace Jordan (baix) el va substituir.

## Carrera

### 2016–2021: Formació iUmazane misli
El grup es va formar el maig de 2016 després de la ruptura d'Apokalipsa, que incloïa Bojan Cvjetićanin, Martin Jurkovič, Matic Kovačič i Luka Škerlep. A tres d'ells (Cvjetićanin, Jurkovič i Kovačič) es van unir Kris Guštin i Jan Peteh de Buržuazija, i va néixer Joker Out. Al novembre van llançar el seu primer senzill "Kot srce, ki kri poganja", pel qual també van gravar el seu primer videoclip. El 17 de juny de 2017 es van convertir en els guanyadors de la 4a temporada (2016/17) de la lliga Špil (una competició per a grups musicals i solistes d'estudiants). Al novembre van llançar la seva segona cançó "Omamljeno telo". El grup també va actuar en molts festivals.
El seu següent senzill "Gola", en el qual van col·laborar per primera vegada amb el productor Žare Pak, va ser llançat el 12 de setembre de 2019. El 2 de novembre van tenir el seu primer concert completament independent, celebrat al castell de Ljubljana. "Gola" va ser seguit pel quart senzill "Vem, da greš" el març de 2020, seguit de "Umazane misli" (octubre de 2020) i "A sem ti povedal" (juliol de 2021). Jure Maček va substituir al bateria Matic Kovačič entre els llançaments de "Umazane misli" i "A sem ti povedal". La composició "Umazane misli" va ser escollida pel públic com la "Nova composició eslovena de l'any passat" a la primera edició del festival Frišno/ Fresh - The Day of New Slovenian Music, que va tenir lloc l'1 d'octubre de 2021.
El seu primer àlbum Umazane misli es va publicar l'octubre de 2021. Originalment se suposava que es publicaria a l'abril de 2020, però el llançament es va ajornar diverses vegades a causa de la pandèmia de la COVID-19. Es va presentar en dos concerts consecutius els dies 20 i 21 d'octubre de 2021 a Cvetličarna, ambdós exhaurits el 2020. El segon concert va ser gravat per RTV Eslovènia. En aquests dos anys, van rebre dos premis Zlata piščal: el 2020 per "Nouvinguts de l'any" i el 2021 per "Artistes de l'any".

## Festival de la Cançó d'Eurovisió
El 8 de desembre del 2022, l'organització de radiodifusió Radiotelevizija Slovenija va anunciar que el grup havia estat internament seleccionat per representar el país en el Festival de la Cançó d'Eurovisió 2023, que se celebrarà en la ciutat de Liverpool (Regne Unit).

## Premis i nominacions
| Premi                         | Curs | Categoria          | Obra nominada      | Resultat   |
| ----------------------------- | ---- | ------------------ | ------------------ | ---------- |
| Zlata piščal (El xiulet d'or) | 2020 | Cançó de l'any     | "Gola"             | Nominació  |
| Zlata piščal (El xiulet d'or) | 2020 | Nouvingut de l'any | Joker Out          | Va guanyar |
| Zlata piščal (El xiulet d'or) | 2021 | Artista de l'any   | Joker Out          | Va guanyar |
| Zlata piščal (El xiulet d'or) | 2022 | Artista de l'any   | Joker Out          | Va guanyar |
| Zlata piščal (El xiulet d'or) | 2022 | Cançó de l'any     | "Umazane misli"    | Nominació  |
| Zlata piščal (El xiulet d'or) | 2022 | Cançó de l'any     | "A sem ti povedal" | Nominació  |
| Zlata piščal (El xiulet d'or) | 2022 | Àlbum de l'any     | Umazane misli      | Nominació  |
| Zlata piščal (El xiulet d'or) | 2023 | Artista de l'any   | Joker Out          | Nominació  |
| Zlata piščal (El xiulet d'or) | 2023 | Àlbum de l'any     | Demoni             | Nominació  |